# Sustitutos del azúcar

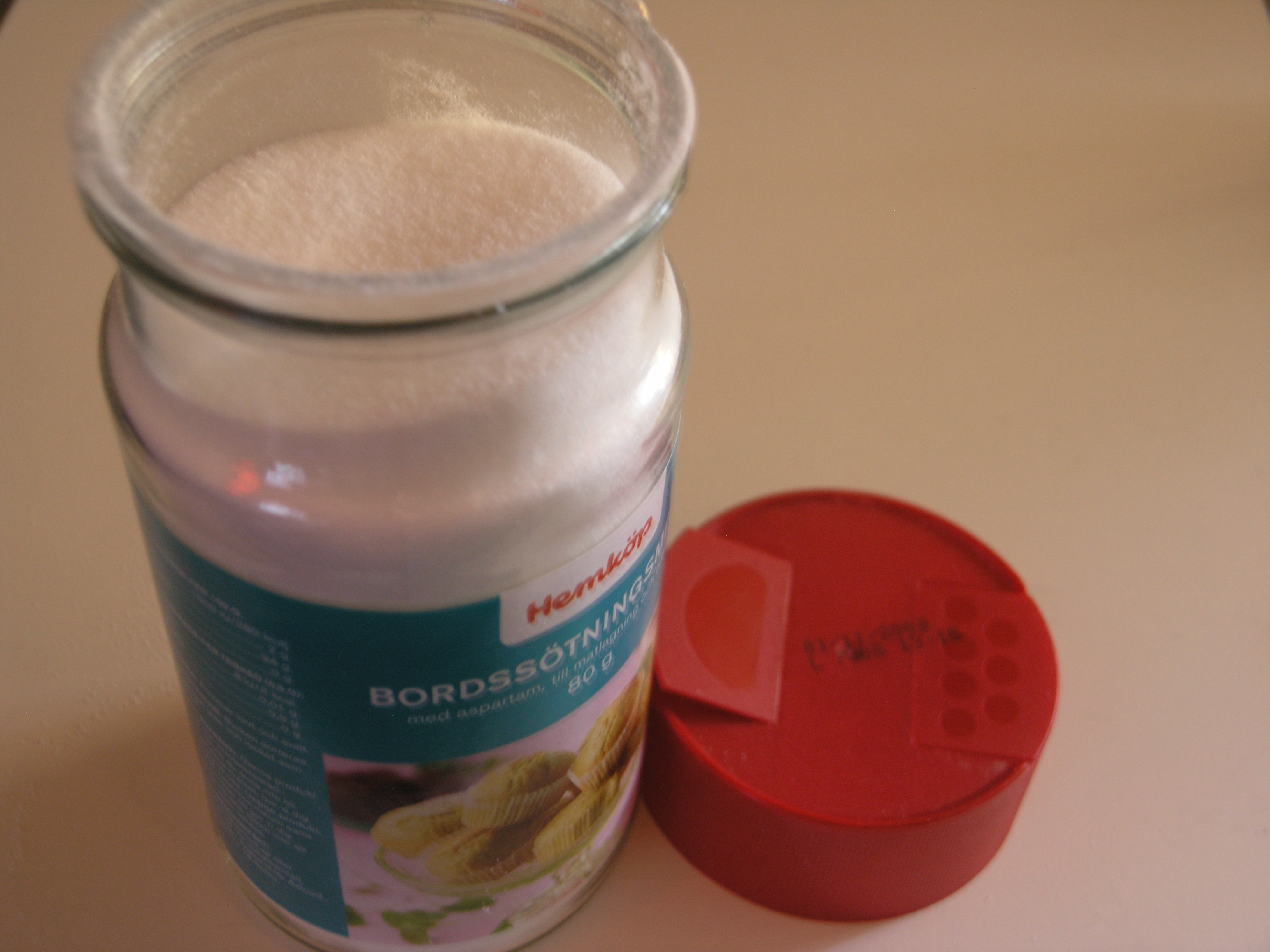
Edulcorante a base de aspartamo en polvo.

Se le llama edulcorante a cualquier sustancia, natural o artificial, que endulza, es decir, que sirve para dotar de sabor dulce a un alimento o producto. Dentro de los edulcorantes encontramos los de alto valor calórico, y los de bajo valor calórico, que se emplean como sustitutos del azúcar. En ambos tipos encontramos edulcorantes naturales y artificiales. Pero la mayoría de los edulcorantes bajos en calorías son de origen artificial. Una clase importante de sustitutos del azúcar son conocidos como edulcorantes de alta intensidad. Estos tienen una dulzura varias veces superior a la del azúcar común de mesa. Es decir, poseen un mayor poder edulcorante. En pocas palabras, es la capacidad de una sustancia para causar sensación de dulzor. Esta se mide subjetivamente tomando como base de comparación o referencia a la sacarosa, en una solución de 30g de sacarosa por litro de solución a 20 °C, a la cual se le da un valor arbitrario de 1 o de 100. Por ejemplo, al tomar como referencia el valor arbitrario de 100, el poder edulcorante del azúcar es 100 ya que el mismo es 100% sacarosa. Debido a esto se requiere mucha menor cantidad de edulcorante para poder alcanzar el dulzor esperado, y la contribución de energía es a menudo insignificante. La sensación de dulzor causada por estos componentes es a veces notablemente diferente de la sacarosa, de manera que frecuentemente estos son usados con mezclas complejas que alcanzan una sensación de dulzor más natural.
Si la sacarosa reemplazada ha contribuido a la textura del producto, entonces frecuentemente también se necesita un agente de relleno. Esto puede ser visto en refrescos etiquetados como «dietéticos» o «light», los cuales contienen edulcorantes artificiales y frecuentemente tienen una sensación al paladar notablemente diferente, o en los sustitutos del azúcar de mesa, que mezclan maltodextrinas como un edulcorante intenso para alcanzar una sensación de textura satisfactoria.
Los tres compuestos primarios usados como sustitutos del azúcar en Estados Unidos son la sacarina, el aspartamo y la sucralosa. En muchos otros países el ciclamato y el edulcorante herbal stevia, son usados extensamente.
En los Estados Unidos, han sido aprobados para su uso seis sustitutos del azúcar intensamente dulces. Estos son la sacarina, el aspartamo, la sucralosa, el neotame, el acesulfamo K (acesulfamo de potasio) y el advantame. Hay algunas controversias actuales, sobre si los edulcorantes artificiales constituyen un riesgo para la salud. Esta controversia es impulsada por reportes anecdóticos y a veces por estudios pobremente controlados que han ganado publicidad vía Internet y prensa popular. Estudios científicamente controlados de revisiones por pares han fallado en forma consistente para producir evidencia sobre los efectos adversos causados por el consumo de estos productos. 
La mayoría de los sustitutos del azúcar aprobados para el uso en alimentos, son compuestos sintetizados artificialmente. Sin embargo, algunos sustitutos naturales del azúcar son conocidos, incluyendo el sorbitol y el xilitol, los cuales son encontrados en las bayas, frutas, vegetales y hongos. No es viable comercialmente la extracción de estos productos de frutas y vegetales, por lo que son producidos por hidrogenación catalítica del azúcar reductor apropiado. Por ejemplo, la xilosa es convertida en xilitol, la lactosa es convertida en lactitol y la glucosa es convertida en sorbitol. Cabe aclarar que en la actualidad ocho sustitutos naturales son conocidos, pero están todavía por ganar la aprobación oficial para su uso en alimentos.
Algunos edulcorantes no azúcares son polioles, también conocidos como «alcoholes de azúcar». Estos son alcoholes polídricos con varios grupos hidróxilos, que al consumirse aportan 2,4 Kilocalorías por gramo. Por lo general, son menos dulces que la sacarosa, pero tienen propiedades de volumen similares y pueden ser usados en un amplio rango de productos alimentarios. Como con todos los productos alimentarios, el desarrollo de una formulación para reemplazar la sacarosa, es un complejo proceso de patentado. 

## Uso de los edulcorantes artificiales por la industria alimentaria
La industria de alimentos y bebidas está reemplazando de manera exponencial el azúcar o el jarabe de maíz de alta fructosa (JMAF), por endulzantes artificiales en muchos productos que tradicionalmente contenían azúcar. En el Reino Unido por ejemplo, actualmente es casi imposible encontrar algún refresco en los supermercados que no esté endulzado con edulcorantes artificiales, e incluso cosas como encurtidos de remolacha y pepinillos están siendo endulzados artificialmente en forma creciente.
Aunque el margen de ganancias sobre los endulzantes artificiales es extremadamente alto para los fabricantes, estos todavía le cuestan a la industria de alimentos solo una fracción del coste del azúcar y del jarabe de maíz. El JMAF fue introducido por la industria como una alternativa económica al azúcar. Por lo tanto, no es sorprendente que la industria de alimentos esté promoviendo altamente sus productos de «dieta» o «light», fomentando el movimiento de los consumidores hacia estos productos endulzados artificialmente que son aún más rentables.
De acuerdo con la analista de mercado Mintel, un total de 3920 productos que contienen endulzantes artificiales fueron lanzados en los Estados Unidos entre 2000 y 2005. Solo en 2004, 1649 productos endulzados artificialmente fueron lanzados. De acuerdo al analista de mercado Freedoniasino, el mercado americano de endulzantes artificiales creció alrededor de 8% por año hasta llegar a 189 millones de dólares en 2008.
El aspartamo es actualmente el edulcorante más popular en la industria de alimentos debido a su alto poder edulcorante y gracias a que el precio cayó significativamente tras la expiración de la patente de Monsanto en 1992. Sin embargo, la sucralosa podría reemplazar, dentro de poco, como un proceso alternativo a la patente de Tate y Lyle. De acuerdo a Morgan y Stanley, esto puede significar que el precio de las sucralosa caería en un 30%.

## Razones para su uso
Hay cinco razones principales por las cuales los individuos usan un sustituto del azúcar:
- Para ayudar en la pérdida de peso: algunas personas escogen limitar su ingesta de energía reemplazando edulcorantes de alto valor calórico por otros que aporten bajo valor calórico, o combinando distintos edulcorantes. Esto les permite consumir los mismos alimentos que normalmente consumían, mientras se pierde peso y evitan otros problemas asociados con el consumo excesivo de calorías. Sin embargo, un estudio realizado por el centro de ciencias de la salud en la Universidad de Texas en San Antonio mostró que, más que promover la pérdida de peso, las bebidas dietéticas fueron un marcador para el incremento en la ganancia de peso y la obesidad. Estudios epidemiológicos más recientes indican que no hay datos convincentes que asocien el consumo de edulcorantes no nutritivos con el aumento de peso corporal (Fernstrom 2015), así como a la disminución del mismo.
- Cuidado dental: los sustitutos del azúcar no son dañinos para los dientes, puesto que no son fermentados por la microflora de la placa dental.
- Diabetes mellitus: las personas con diabetes tienen dificultad para regular sus niveles de azúcar en sangre. Limitando el consumo de azúcar con edulcorantes artificiales, pueden disfrutar de una dieta variada mientras controlan su consumo de azúcar. Sin embargo, debido a la gran variedad de edulcorantes existentes, y a los nombres que estos poseen, se suelen prestar a confusión los contenidos reales de azúcares en los productos consumidos por las personas que padecen algún grado de diabetes, aumentando sus niveles de azúcar en sangre.
- Hipoglicemia reactiva: Esta enfermedad produce un exceso de insulina, que es la respuesta a la absorción rápida de glucosa en corriente sanguínea. Esto causa que sus niveles de glucosa en sangre, caigan por debajo de la cantidad necesitada para la función adecuada del organismo y el cerebro. Como resultado, al igual que los diabéticos, estos pacientes deben evitar el consumo de alimentos que aumenten la glicemia tales como el pan blanco y frecuentemente escogen edulcorantes artificiales como una alternativa.
- Evitar alimentos procesados: algunos individuos pueden optar por sustituir edulcorantes altamente refinados por otros menos refinados, tal como jugo de frutas o jarabe de arce.

## Controversias en salud sobre los sustitutos del azúcar
Existe una controversia acerca de los supuestos riesgos sobre la salud de los edulcorantes artificiales tales como la sacarina y el aspartamo. Por un lado, se han planteado sus posibles efectos en aspectos como la intolerancia a la glucosa, la activación de los receptores de sabor dulce y las alteraciones en la composición de la microbiota intestinal. En el caso de los edulcorantes basados en derivados de aminoácidos, como el aspartamo, los expertos consideran que no ejercen cambios en la microbiota intestinal. Del resto, únicamente la sacarina y la sucralosa podrían tener capacidad de cambiar la microbiota, pero se requieren más estudios en humanos para confirmar estos cambios. Por otro lado, se han planteado también los efectos de los edulcorantes no calóricos en el apetito, en la ingesta a corto plazo y en el riesgo de diabetes y cáncer, pero los distintos estudios no han encontrado evidencias que respalden estas hipótesis.
Algunos estudios han mostrado que ciertos edulcorantes causan tumores cerebrales así como cáncer linfático en animales de laboratorio y sugieren que la sacarina causa cáncer de vejiga en dichos animales, pero esto es poco probable que afecte a los humanos, pues el mecanismo que se cree causa que la sacarina sea cancerígena en los ratones no existe en humanos. La FDA (U.S. Food and Drug Administration) determinó en 1981 que el aspartamo es seguro para ser usado en alimentos, pero solo después de haber sido negado por muchos años. También se ha reglamentado que todos los productos conteniendo aspartamo deben incluir una advertencia a los fenilcetonúricos, de que el edulcorante contiene fenilalanina (como también muchos alimentos).

### Controversia sobre el ciclamato
En los Estados Unidos, la FDA prohibió la venta de ciclamato en 1970 después de que una prueba de laboratorio en ratas que usaba una mezcla 1:10 de ciclamato y sacarina indicó que el sometimiento a elevadísimas dosis de ciclamato causó cáncer de vejiga, una enfermedad a la cual las ratas son particularmente susceptibles. Los hallazgos de este estudio han sido deficientes y algunas compañías han solicitado una reactivación para el ciclamato. Los ciclamatos están en uso como edulcorantes en muchas partes del mundo y son usados con la aprobación oficial en más de 130 países. De hecho, esta controversia llevó a que en algunos países fuera retirada la bebida Coca Cola Zero debido a que contenía este tipo de edulcorante.

### Controversia sobre la sacarina
La sacarina fue el primer edulcorante artificial y fue sintetizado originalmente en 1879, por Remsen y Fahlberg. Su sabor dulce fue descubierto por accidente. Fue creado en un experimento con derivados del tolueno. Un proceso para la creación de sacarina a partir de anhídrido ftálico fue desarrollado en 1950 y actualmente la sacarina es producida a través de ambos procesos. Es 3 a 5 veces más dulce que el azúcar (sacarosa) y es frecuentemente usada para mejorar el sabor de las pastas dentales, alimentos dietéticos y bebidas dietéticas. El sabor amargo que deja la sacarina es frecuentemente minimizado mezclándola con otros edulcorantes.
El temor acerca de la sacarina se incrementó cuando en 1960, un estudio mostró que altos niveles de sacarina podrían causar cáncer de vejiga en ratas de laboratorio. En 1977, Canadá prohibió la sacarina debido a la investigación en animales. Esta prohibición se descartó en 2014 cuando se determinó que los efectos cancerígenos que afectaban a las ratas no era aplicables a seres humanos.  En los Estados Unidos, la FDA consideró prohibir la sacarina en 1977, pero el Congreso intervino y colocó una moratoria sobre esta prohibición. La moratoria requiere una etiqueta de advertencia y además ordenó estudios adicionales sobre la seguridad de la sacarina. Fue descubierto que la sacarina causa cáncer en ratas machos por un mecanismo que no se encuentra en humanos. Altas dosis de sacarina causa que se forme un precipitado en la orina de las ratas. Este precipitado daña las células que recubren la vejiga ("citotoxicidad urotelial de la vejiga urinaria") y se forma un tumor cuando las células se regeneran ("hiperplasia generativa"). De acuerdo a la Agencia Internacional de Investigación en Cáncer, parte de la Organización Mundial de la Salud, "la sacarina y sus sales fueron degradadas del grupo 2B, posible carcinogénico para los humanos, al grupo 3, no clasificable como carcinogénico para los humanos a pesar de que existe suficiente evidencia de que es carcinogénico en animales, porque es carcinogénico por un mecanismo que no involucra el ADN, que no es relevante para los humanos debido a diferencias críticas entre especies en la composición de la orina".
En 2001, los Estados Unidos revocó el requerimiento de la etiqueta de advertencia, mientras que la amenaza de una prohibición de la FDA fue levantada en 1991. La mayoría de los otros países también permitieron la sacarina pero le exigieron los niveles de uso, mientras que otros países la han prohibido.

### Controversia sobre el aspartamo
El aspartamo fue descubierto en 1965 por James M. Schlatter. Él estaba trabajando sobre una droga contra las úlceras y derramó por accidente, algo de aspartamo sobre su mano. Cuando se lamió su dedo, se dio cuenta de que tenía un sabor dulce. Es un polvo blanco, cristalino sin olor, que se deriva de dos aminoácidos el ácido aspártico y la fenilalanina. Es aproximadamente de 150 a 200 veces más dulce que el azúcar y puede ser usado como edulcorante de mesa o en postres congelados, gelatinas, bebidas y en goma de mascar. Su nombre químico es L-alfa-aspartil-L-fenilalanina metil éster y su fórmula química es C14H18N2O5. Aunque no tiene el sabor amargo que deja la sacarina, su inconveniente es que podría no saber exactamente igual que el azúcar porque reacciona con otros sabores de la comida. Cuando es consumido, el aspartamo es metabolizado en sus aminoácidos originales y tiene un bajo contenido energético.
Pruebas iniciales de seguridad sugirieron que el aspartamo causó tumor cerebral en ratas, como resultado el aspartamo fue retirado en los Estados Unidos por varios años. En 1980, la FDA, convocó un Consejo Público de Investigación, que consistió en asesores independientes encargados de examinar y comprender la relación entre el aspartamo y el cáncer en cerebro. Sus conclusiones no fueron claras sobre si el aspartamo causa daño cerebral y recomendaron la no aprobación del aspartamo en ese momento.
En 1981, el comisionado para la FDA, Arthur Hull Hayes, recientemente designado por el presidente Ronald Reagan, aprobó el aspartamo como aditivo de las comidas, pero fue asociado estrechamente con la industria de edulcorantes artificiales, teniendo varios amigos íntimos, el más notable Donald Rumsfeld, exsecretario de defensa de los Estados Unidos, y entonces el CEO de la compañía Searle. Hayes, citó datos a partir de un solo estudio japonés que no había sido avalado por los miembros de la PBOI, como la razón para esta aprobación.
Desde que la FDA aprobó el aspartamo para su consumo, algunos investigadores han sugerido que un incremento en la tasa de tumores de cerebro en los Estados Unidos puede estar al menos, parcialmente relacionado con el incremento en la disponibilidad y consumo del aspartame. Algunos investigadores, frecuentemente apoyados por compañías que producen edulcorantes artificiales, han encontrado algún nexo entre el aspartame y el cáncer, u otros problemas de salud.
Sin embargo, investigaciones recientes han mostrado un nexo claro entre esta sustancia y el cáncer en roedores, un nexo que podría ser evidencia suficiente para que la FDA retire el aspartame del mercado Esta investigación ha llevado al Centro para las Ciencias en el Interés Público, a clasificar el aspartame como una sustancia que debe ser evitada en su Directorio de Cocina Química.
Es conveniente señalar que deben evitar el aspartame las personas que sufren de fenilcetonuria, ya que se metaboliza en fenilalanina y ácido aspártico. En efecto, esta advertencia debe estar visible en todas las etiquetas de productos que contengan este tipo de edulcorante.

### Controversia sobre la sucralosa
La sucralosa, conocido popularmente por el nombre de la marca «Splenda», es un azúcar clorado, que es aproximadamente 600 veces más dulce que el azúcar. Es producido a partir de la sacarosa, cuando tres átomos de cloro sustituyen tres grupos hidroxilos. Es usado en bebidas, postres congelados, goma de mascar, productos horneados y otros alimentos. A diferencia de otros edulcorantes, la sucralosa es estable cuando se calienta y puede, por lo tanto, ser usada en alimentos horneados y fritos. La sucralosa es mínimamente absorbida por el cuerpo y la mayoría es excretada por el organismo sin cambio. La FDA aprobó la sucralosa en 1998. La sucralosa pertenece a la clase de químico llamada órganoclorados, algunos de los cuales son altamente tóxicos o carcinogénicos, sin embargo, la presencia de cloro en un compuesto orgánico de ninguna manera garantiza toxicidad. La vía a través de la cual la sucralosa es metabolizada, puede sugerir un riesgo reducido de toxicidad. Por ejemplo, la sucralosa es extremadamente insoluble en grasas y, por lo tanto, no se acumula en estas a diferencia de otros órganoclorados, la sucralosa tampoco se degrada ni pierde sus cloros.
La mayoría de la controversia alrededor de Splenda®, un edulcorante de la sucralosa, está enfocada no en su seguridad sino en su publicidad. Esta ha sido anunciada con el eslogan: «Splenda es hecha a partir del azúcar, por lo tanto sabe como el azúcar».
La sucralosa es un azúcar clorinado, es decir, un compuesto orgánico clorado; está basada en la rafinosa, un carbohidrato que contiene tres diferentes tipos de moléculas de azúcar, o en la sacarosa. Con cualquiera de estos dos azúcares, el procesamiento reemplaza tres grupos hidroxilos en la molécula por tres átomos de cloro.
El sitio en la red, «Truth About Splenda», fue creado en 2005 por The Sugar Association, una asociación que representa a los productores de remolacha azucarera y caña de azúcar en los Estados Unidos, con el objetivo de proporcionar un punto de vista alternativo sobre la sucralosa, distinto al de la publicidad de sus fabricantes. En diciembre de 2004 los fabricantes de Splenda, Mersiant and McNeil Nutritionals, fueron demandados independientemente por cinco propagandas falsas, por afirmaciones realizadas acerca de Splenda. Los tribunales franceses ordenaron que el eslogan no fuera usado en Francia, mientras que en los Estados Unidos el caso llegó a un acuerdo privado, durante el juicio.

### Controversia sobre el acetato de plomo
El acetato de plomo (a veces llamado azúcar de plomo), es un sustituto artificial del azúcar fabricado a partir del plomo, que es de interés histórico debido a su amplio uso en el pasado, tal como los antiguos Romanos. El uso del acetato de plomo, como edulcorante, al final produce envenenamiento por plomo en cualquier individuo consumiéndolo habitualmente. El acetato de plomo fue abandonado como aditivo de los alimentos en la mayoría del mundo, después que la alta toxicidad de los componentes de plomo, se hizo evidente.

## Ejemplos de sustitutos de azúcar refinada (sacarosa)
- Stevia
- MonkFruit
- Splenda

Los anteriores son endulzantes que podemos comer en nuestro día a día, ya que contribuyen a un índice glucémico bajo y por ende, no afectan a personas con resistencia a la insulina, diabétes, o personas que cuidan su ingesta de ázucar. Los tres son de fácil acceso en supermercados y tiendas orgánicas, así también como en tiendas naturistas. Si bien los tres tienen muchas diferencias entre sí, su similitud es que aportan muy pocas calorías, si no es que cero. 
El MonkFruit también es conocido como "Fruta del monje", es de color marrón y basta con una cucharadita para poder endulzar cualquier alimento. La hoja natural de Stevia es verde, ya que ésta es molida y envasada para su venta. Por último, la splenda es blanca y es la menos natural de las tres.

## Tipos de edulcorantes

### Sustitutos naturales del azúcar
- Brazzein: proteína, 800× dulzor de la sacarosa (por peso)
- Curculin: proteína, 550× dulzor (por peso)
- Eritritol: 0.7× dulzor (por peso), 14× dulzor de la sacarosa (por energía del alimento), 0.05× densidad energética de la sucrosa
- Fructosa: 1.7× dulzor (por peso y por energía del alimento ), 1.0× densidad energética de la sucrosa
- Glicirricina: 50× dulzor (por peso)
- Glicerol — 0.6× dulzor (por peso), 0.55× dulzor (por energía del alimento), 1.075× densidad energética, E422
- Hidrolizados de almidón hidrogenado: 0.4×–0.9× dulzor (por peso), 0.5×–1.2× dulzor (por energía del alimento), 0.75× densidad energética
- Lactitol: 0.4× dulzor (por peso), 0.8× dulzor (por energía del alimento), 0.5× densidad energética, E966
- Lo Han Guo: 300× dulzor (por peso)
- Mabinlin: proteína, 100× dulzor (por peso)
- Maltitol: 0.9× dulzor (por peso), 1.7× dulzor (por energía del alimento), 0.525× densidad energética, E965
- Maltooligosacaridos
- Manitol: 0.5× dulzor (por peso), 1.2× dulzor (por energía del alimento), 0.4× densidad energética, E421
- Miraculin: proteína, n× dulzor (por peso)
- Monellin: proteína, 3000× dulzor (por peso)
- Pentadin: proteína, 500× dulzor (por peso)
- Sorbitol: 0.6× dulzor (por peso), 0.9× dulzor (por energía del alimento), 0.65× densidad energética, E420
- Stevia: 250× dulzor (por peso)
- Tagatose: 0.92× dulzor (por peso), 2.4× dulzor (por energía del alimento), 0.38× densidad energética
- Taumatina: proteína, 2000× dulzor (por peso), E957
- Xilitol: 1.0× dulzor (por peso), 1.7× dulzor (por energía del alimento), 0.6× densidad energética, E967

### Sustitutos artificiales del azúcar
Nótese que debido a que estos tienen poca o ninguna energía, la comparación del dulzor basada en el contenido de energía no es significativo.
- Acesulfamo K: 200× dulzor (por peso), Nutrinova, E950, aprobado por la FDA en 1988
- Advantame, Se comercializa como 20,000 veces más dulce que el azúcar,[24] Ajinomoto Co, E969, aprobado por la FDA en 2014
- Alitame: 2000× dulzor (por peso), Pfizer, Pendiente la aprobación por la FDA.
- Aspartame: 160–200× dulzor (por peso), NutraSweet, E951, aprobado por la FDA en 1981
- Ciclamato: 30× dulzor (por peso), Abbott, E952, prohibido por la FDA en 1969, pendiente la reaprobación
- Dulcin: 250× dulzor (por peso), prohibido por la FDA en 1951
- Glucin: 300× dulzor (por peso)
- Isomalt: 0.45×–0.65× dulzor (por peso), 0.9×–1.3× dulzor (por energía del alimento), 0.5× densidad energética, E953
- Neohesperidina dihidrocalcona Neohesperidina DC : 1500× dulzor (por peso), E959
- Neotame: 8000× dulzor (por peso), NutraSweet, aprobado por la FDA en 2002
- P-4000: 4000× dulzor (por peso), prohibido por la FDAi en 1950
- Sacarina: 300× dulzor (por peso), E954, aprobado por la FDA en 1958
- Sal de aspartame-acesulfame: 350× dulzor (por peso), Twinsweet, E962
- Sucralosa: 600× dulzor (por peso), E955, aprobado por la FDA en 1998
- Inulina: 1,5 kcal /g.9